# Lovisin
Lovisin, numera Lowisin, är en svensk friherrlig ätt.
Ättens äldsta kända stamfader är Olof Eriksson Lovisinus (död 1648) som ska ha varit född i Södermanland. I Anreps ättartavlor uppges att han var bondson, men han ska själv ha uppgett att släkten tidigare haft höga poster i Södertälje. Lovisinus studerade vid Uppsala universitet och blev sedan auskultant vid Svea hovrätt, för att bli borgmästare i Södertälje och sedan assessor i Svea hovrätt. Hans första hustru, Margareta Larsdotter Lælia, var dotter till professorn och kunglige sekreteraren Laurentius Johannis Lælius som för sina sympatier för den katolske Sigismund gick i landsflykt. Lælius hustru Vendela Berendsdotter hade Stockholmsborgerlig bakgrund som maken, dotter till köpmannen Bernt Hafwestad och Vendela Henriksdotter (Snauel). Margareta Lælia hade tidigare varit gift med Erik Elfsson, och Lovisinus kom därmed i besittning av den föregående makens skattehemman i Björkeby, Toresund.
I äktenskapet med Margareta Lælia föddes Erik Lovisin som var landshövding. Han adlades 1673 på bibehållet namn, men hann inte ta introduktion förrän han 1687 upphöjdes till friherre i vilken egenskap han introducerades 1689 på nummer 88. Han gjorde godset Brandalsund till fideikommiss. Hans hustru var Catharina Nilsdotter som i Anreps ättartavlor har efternamnet Lenström, dotter till lärftskrämaren i Stockholm Nils Jonsson och Brita Michaelsdotter. Anrep uppger att hustrun senare gifte om sig med den Hans som adlades Ehrenpreuss. Döttrarna gifte sig Gripenwaldt, Grubbensköld och Crusebjörn samt med Gustaf Palmfelt och Carl Frölich. Två söner studade vid samma slag i Polen 1704. Ätten fortlevde på svärdssidan med två söner, assessorn Erik Lovisin och överstelöjtnanten Jacob Lovisin. Den äldre grenen slocknade på 1860-talet, varmed den yngre grenen av ätten övertog Brandalsund som 1908 blev fideikommisskapital.